# Mintarjaure
Mintarjaure är en sjö i Gällivare kommun i Lappland och ingår i Kalixälvens huvudavrinningsområde. Sjön har en area på 0,0921 kvadratkilometer och ligger 545,9 meter över havet. Mintarjaure ligger i Lina fjällurskog Natura 2000-område.

## Delavrinningsområde
Mintarjaure ingår i det delavrinningsområde (749011-168164) som SMHI kallar för Mynnar i Låpesj-Jåkka. Medelhöjden är 571 meter över havet och ytan är 27,35 kvadratkilometer. Det finns inga avrinningsområden uppströms utan avrinningsområdet är högsta punkten. Vattendraget som avvattnar avrinningsområdet har biflödesordning 3, vilket innebär att vattnet flödar genom totalt 3 vattendrag innan det når havet efter 338 kilometer. Avrinningsområdet består mestadels av skog (58 procent), sankmarker (28 procent) och kalfjäll (13 procent). Avrinningsområdet har 0,29 kvadratkilometer vattenytor vilket ger det en sjöprocent på 1 procent.